# Jean Shackelford
Jean A. Shackelford (n. 1946),  es profesora emérita de economía en el departamento de economía de la Universidad Bucknell, Lewisburg, Pensilvania central, EE. UU.  y, de 1993 a 1995, fue presidenta de la Asociación Internacional de Economía Feminista (IAFFE).  De su libro Economía: una herramienta para comprender críticamente la sociedad, coescrito con Tom Riddell, Stephen C. Stamos y Geoffrey Schneider, han salido nueve ediciones. 
Sus temas más relevantes son: la historia del pensamiento económico, la pedagogía económica y la economía y la tecnología. 

## Trayectoria
Jean Shackleford se graduó por la Universidad Estatal de Kansas en 1967. Su maestría, en 1968, y su doctorado, en 1974, fueron ambos en la Universidad de Kentucky . Las tres titulaciones eran de economía. 

### Libros
- Shackelford, Jean A. (1980). Urban and regional economics: a guide to information sources. Detroit, Michigan: Gale Research Co. ISBN 9780810313033.
- Shackelford, Jean A.; Riddell, Tom; Stamos, Stephen C (1991). Economics: a tool for understanding society (4th edición). Reading, Massachusetts: Addison-Wesley Publishing Co. ISBN 9780201509052.
- Shackelford, Jean A.; Riddell, Tom; Stamos, Stephen C; Schneider, Geoffrey (2011). Economics: a tool for critically understanding society (9th edición). Boston, Massachusetts: Addison-Wesley Publishing Co. ISBN 9780131368491.

### Capítulos de libros
- Shackelford, Jean A.; Quinlan, Daniel C (2001), «Economy and English families, 1500-1850»,  en Rotberg, Robert I., ed., Population history and the family: a journal of interdisciplinary history reader, Cambridge, Massachusetts: MIT Press, pp. 45-78, ISBN 9780262182126.

### Artículos de revistas
- Shackelford, Jean A. (mayo de 1992). «Feminist pedagogy: a means for bringing critical thinking and creativity to the economics classroom». The American Economic Review: Papers and Proceedings (American Economic Association via JSTOR) 82 (2): 570-576.
- Shackelford, Jean A.; Bartlett, Robin L; Aerni, April Laskey; Lewis, Margaret; McGoldrick, KimMarie (enero de 1999). «Toward a feminist pedagogy in economics». Feminist Economics 5 (1): 29-44. doi:10.1080/135457099338139.
- Shackelford, Jean A. (enero de 1999). «Assessing the strengths and limits of websites: the webform in action». Feminist Economics 5 (1): 87-90. doi:10.1080/135457099338184.
- Shackelford, Jean A.; Schneider, Geoff (enero de 2001). «Economics standards and lists: proposed antidotes for feminist economists». Feminist Economics 7 (2): 77-89. doi:10.1080/13545700110059243.

### Comunicaciones
- Shackelford, Jean A. (1970), «On thresholds, take-offs and spurts: a place for SMSAs in growth center strategy», Program on the Role of Growth Centers in Regional Economic Development: Discussion Paper (Lexington, Kentucky: University of Kentucky) 27.